# Elabbin
Elabbin is een plaats in de regio Wheatbelt in West-Australië.

## Geschiedenis
Ten tijde van de Europese kolonisatie vormde de streek de grens tussen de leefgebieden van de Njakinjaki Nyungah en de Kalamaia Aborigines.
In 1912 werd een nevenspoor aan de spoorweg tussen Merredin en Dowerin aangelegd. Daardoor vergrootte de oppervlakte van het grondgebied waar landbouw mogelijk was en dus ook de landbouwgemeenschap. Een jaar later werd aan het nevenspoor het dorp Elabbin officieel gesticht. De naam is Aborigines van oorsprong maar de juiste betekenis is niet bekend.
Het dorp kwam echter nooit tot ontwikkeling. In 1939 werd een installatie om graan in bulk te verwerken en transporteren aan het nevenspoor geplaatst. De installatie werd voor het laatst in 1975 gebruikt. In 1978 werd de silo afgebroken.

## 21 eeuw
Elabbin maakt deel uit van het lokale bestuursgebied (LGA) Shire of Nungarin, een landbouwdistrict. In 2021 telde het 22 inwoners.

## Toerisme
Het Nungarin Heritage Machinery & Army Museum en het natuurreservaat Talgomine Reserve liggen in de omgeving van Elabbin.

## Transport
Elabbin ligt aan de Merredin-Nungarin Road die in verbinding staat met de Great Eastern Highway. Het ligt 285 kilometer ten oostnoordoosten van de West-Australische hoofdstad Perth, 31 kilometer ten noorden van Merredin en 24 kilometer ten zuiden van Nungarin, de hoofdplaats van het bestuursgebied waarvan het deel uitmaakt.